# Bonacina Pierantonio
La Bonacina Pierantonio è stata un'azienda brianzola attiva nel settore dell'arredamento e del Industrial design, dichiarata fallita nel 2014 e il cui marchio è stato acquisito dal fallimento da parte di un'altra azienda risalente alla stessa famiglia.

## Storia
Nel 1909 Pierantonio Bonacina aprì un'azienda di cesteria in giunco a Lurago d'Erba; dopo circa quindici anni la produzione venne estesa al settore del mobile, adoperando materiali quali giunco, midollino, rattan e vimini.
La svolta arrivò nel 1954, quando Pierantonio Bonacina introdusse numerosi designer celebri e improntando la produzione aziendale su un alto livello stilistico.
Tra i prodotti più rilevanti della storia aziendale vi erano la poltrona Manta, ideata da Donato D'Urbino e Paolo Lomazzi, la poltrona Continuum, di Gio Ponti, la poltroncina Nastro, di Joe Colombo, la poltrona in vimini Martingala, di Marco Zanuso; il pezzo più celebre e riconoscibile è però la poltrona sospesa Egg, di Nanna Jørgen Ditzel, lanciata nel 1957 e restata per moltissimi anni in produzione
Nel 2010 l'azienda venne ceduta al gruppo Matteo Grassi e, dopo la dichiarazione di fallimento del 2014, nel 2015 il marchio venne acquisito dalla Bonacina1889, azienda dello stesso settore sviluppata da un altro ramo della famiglia.